# スポーツ学部
スポーツ学部（スポーツがくぶ）とは、大学に設置される学部の一つ。スポーツそのものを科学的に研究・教育することを主目的とする学部である。

## 概要
学部編成上、衛生学を含む人間科学系や、社会科学系学部の１学科として存在しているケースや、従来の体育系学部内の学科として成立しているケースなど、各大学においてこの分野の専攻学科が所属する学部にばらつきがある。
保健体育の教員免許が取得可能な学部・学科も多く存在する。

## スポーツ学部を持つ日本の大学
- 2004年開設
  - びわこ成蹊スポーツ大学スポーツ学部
- 2006年開設
  - 九州共立大学スポーツ学部

## 体育学部を持つ日本の大学
- 鹿屋体育大学体育学部、日本体育大学体育学部　など。体育学部を参照。

## スポーツ学に関する学部等を持つ日本の大学

### 国立大学
- 筑波大学 体育専門学群

### 私立大学
- 1993年開設
  - 順天堂大学スポーツ健康科学部（1993年、体育学部改組）
- 1998年開設
  - 福岡大学スポーツ科学部（1998年、体育学部改組）

- 2003年開設
  - 早稲田大学スポーツ科学部

- 2005年開設
  - 大東文化大学スポーツ・健康科学部

- 2006年開設
  - 流通経済大学スポーツ健康科学部

- 2008年開設
  - 桐蔭横浜大学スポーツ健康政策学部
  - 同志社大学スポーツ健康科学部

- 2009年開設
  - 法政大学スポーツ健康学部

- 2010年開設
  - 立命館大学スポーツ健康科学部
  - 名古屋学院大学スポーツ健康学部（人間健康学部を改組）[1]

- 2011年開設
  - 中京大学スポーツ科学部（スポーツ教育学科、競技スポーツ科学科、スポーツ健康科学科開設。1959年設置の体育学部体育科学科、健康科学科を改組）

- 2012年開設
  - 日本ウェルネススポーツ大学スポーツプロモーション学部

- 2016年開設
  - 日本大学スポーツ科学部
  - 山梨学院大学スポーツ科学部

- 2017年開設
  - 日本福祉大学スポーツ科学部
  - 平成国際大学スポーツ健康学部

- 2020年開設
  - 駿河台大学スポーツ科学部

## スポーツ学に関する学科等を持つ日本の大学

### 公立大学
- 岡山県立大学情報工学部スポーツシステム工学科
- 名桜大学人間健康学部スポーツ健康学科（同大学は私立大学として設置・開学されたが、2009年度から公立大学法人による運営となった）

### 私立大学
- 1997年開設
  - 大阪体育大学体育学部　生涯スポーツ学科

- 2001年開設
  - 国際武道大学体育学部スポーツトレーナー学科、国際スポーツ文化学科

- 2004年開設
  - 九州保健福祉大学社会福祉学部スポーツ健康福祉学科
  - 福山平成大学福祉健康学部健康スポーツ科学科
  - 東海大学　競技スポーツ学科、生涯スポーツ学科、スポーツ・レジャーマネジメント学科

- 2005年開設
  - 東洋大学ライフデザイン学部健康スポーツ学科
  - 新潟経営大学競技スポーツマネジメント学科
  - 新潟医療福祉大学健康科学部健康スポーツ学科
  - 吉備国際大学社会福祉学部健康スポーツ福祉学科
  - 静岡産業大学経営学部スポーツ経営学科
  - 名桜大学人間健康学部スポーツ健康学科（同大学はのちに公立大学法人化）

- 2006年開設
  - 金沢学院大学経営情報学部スポーツビジネス学科
  - 岐阜経済大学経営学部スポーツ経営学科
  - 大阪体育大学体育学部スポーツ教育学科
  - 大阪体育大学体育学部健康・スポーツマネジメント学科

- 2007年開設
  - 仙台大学スポーツ情報マスメディア学科
  - 金沢星稜大学人間科学部スポーツ学科
  - 松本大学人間健康学部スポーツ健康学科
  - 上武大学ビジネス情報学部スポーツマネジメント学科
  - 帝京大学医療技術学部スポーツ医療学科
  - 東亜大学人間科学部スポーツ健康学科

- 2008年開設
  - 大阪電気通信大学医療福祉工学部健康スポーツ科学科
  - 大阪産業大学人間環境学部スポーツ健康学科
  - 神戸親和女子大学発達教育学部ジュニアスポーツ教育学科
  - 立教大学コミュニティ福祉学部スポーツウエルネス学科

- 2009年開設
  - 札幌国際大学スポーツ人間学部スポーツ指導学科、スポーツビジネス学科
  - 國學院大學人間開発学部健康体育学科

- 2017年開設
  - 京都産業大学現代社会学部健康スポーツ社会学科

- 2018年開設
  - 広島文化学園大学 人間健康学部スポーツ健康福祉学科

## スポーツ学に関する専攻・コース等を持つ日本の大学
- 2007年開設
  - 立命館大学産業社会学部現代社会学科スポーツ社会専攻
  - 大阪経済大学人間科学部人間科学科 健康・スポーツコース
- 2008年開設
  - 聖カタリナ大学人間健康福祉学部健康福祉マネジメント学科健康スポーツマネジメント専攻
  - 皇學館大学教育学部教育学科スポーツ健康科学コース
- 2009年開設
  - 鈴鹿国際大学国際人間科学部国際学科 心理・スポーツマネジメントコース
- 2017年開設
  - 拓殖大学国際学部国際学科 国際スポーツコース